# Carlton-on-Trent
Pour les articles homonymes, voir Carlton et Trent.
 (janvier 2024).
Carlton-on-Trent est un village du Nottinghamshire, en Angleterre.